# Alojamiento revendedor
El alojamiento revendedor es un tipo de alojamiento web mediante el cual un plan de alojamiento dentro de un servidor permite a una cuenta revender alojamiento dentro del mismo plan, permitiendo así crear subdominios y agregar dominios externos, creando subplanes o planes de alojamiento dentro de la cuenta de alojamiento de reventa. En inglés, se refiere a este servicio como "hosting reseller", este término se usa comúnmente en el mundo hispanohablante también.
Este tipo de servicios puede ser muy conveniente para diseñadores de páginas web que quieren ofrecerles un servicio completo a sus clientes. Puede ser útil para las personas que tienen varios sitios web, porque los planes de alojamiento web compartido normalmente solo incluyen una cuenta en el panel de control, como el cPanel, para administrar los sitios. Los usuarios del alojamiento web revendedor pueden crear cuentas por separado para cada sitio web que gestionan, por lo tanto, es una forma más ordenada de manejar varios sitios web. Además, el alojamiento web revendedor es una buena manera de comenzar un negocio de hospedaje web para los emprendedores. Cada sitio se maneja por separado, por lo tanto, es más seguro administrar varios sitios web con un plan de alojamiento web revendedor que un plan de web hosting compartido. Si algún sitio dentro de un plan de web hosting compartido se ve comprometido, esto afectará directamente a los otros sitios que se alojan con la misma cuenta de cPanel. Sin embargo, con un plan de web hosting reseller (alojamiento revendedor), el manejo de los sitios por separado no permite este tipo de vulneración de las páginas web.

## Estabilidad de trabajo
Entre las personas que ganan dinero a través de Internet, se cree que si el funcionamiento del hosting se asegura por la empresa matriz, entonces no es necesario tener conocimientos especiales para trabajar como revendedor. Los proveedores del hosting también suelen ofrecer una serie de servicios adicionales, como registro de dominio, diseño web, protección DDoS, programación de scripts.
Un revendedor, a diferencia del hosting de "padre", normalmente mantiene buenas relaciones con los clientes. Conoce sus problemas, puede aconsejar o sugerir algo, ponerse en posición.
Debido a la sencillez del sistema de organización de la reventa de hosting, los servicios prestados de esta forma pueden tener una calidad insuficiente, ya que muchas veces la empresa revendedora no tiene ninguna obligación legal o reputacional con respecto a los clientes, lo que a su vez puede dar lugar a su venta a otro participante del mercado, o incluso su cierre.